# Ombudsrat
Ein Ombudsrat ist ein mit mehreren Ombudsleuten besetztes Gremium, das bestimmte ihm obliegende Aufgaben wahrnimmt.

## Forschungspolitik
Von der Deutschen Forschungsgemeinschaft (DFG) wurde 1999 ein dreiköpfiger Ombudsrat unter dem Namen Ombudsman für die Wissenschaft geschaffen, der bundesweit für alle Wissenschaftler als Ansprechpartner in Fragen der wissenschaftlichen Integrität zur Verfügung steht. Die Erfahrungen mit der „Grauzone zwischen Irrtum und Täuschung“ nach einem Jahr des Bestehens wurde vom Sprecher des Gremiums, dem Hamburger Jura-Professor Hans-Heinrich Trute, als ermutigend beschrieben. Nach zehn Jahren berichtete der Deutschlandfunk von einer Hamburger Konferenz, auf der Bilanz gezogen wurde.

## Arbeitsmarktpolitik
In Deutschland wurde  nach  Protestaktionen der IG Metall und des DGB von der Bundesregierung unter Kanzler Gerhard Schröder ein Ombudsrat eingerichtet. Die Mitglieder dieses Rates waren Christine Bergmann (Bundesfamilienministerin a. D.), Kurt Biedenkopf (Ministerpräsident a. D. des Freistaates Sachsen) und Hermann Rappe (ehemaliger Vorsitzender der IG Chemie-Papier-Keramik). Dieses Gremium hatte die Aufgabe, die Umsetzung von Hartz IV im Bezug auf das Arbeitslosengeld II zu begleiten und nahm am 1. Dezember 2004 seine Arbeit auf. Diese Episode endete im Ende Juli 2006 mit dem Abschlussbericht.
In Bielefeld wurde Anfang 2005 für den gleichen Themen- und Personenkreis bei der örtlichen Arge ein ehrenamtlicher Ombudsrat eingerichtet. Diese Einrichtung bestand laut Webpräsenz bis 2009.